# Thomas Nyemeg
Thomas Nyemeg (nascido em 8 de outubro de 1957) é um ex-ciclista olímpico camaronês. Nyemeg representou o seu país durante os Jogos Olímpicos de Verão de 1980, em Moscou, na prova de estrada individual.